# Ramón Lizardi
Ramón J. Lizardi (* 28. Dezember 1909 in Ciudad Bolívar; † 30. Juli 1972 in Caracas) war ein venezolanischer römisch-katholischer Geistlicher und Weihbischof in Caracas.

## Leben
Ramón Lizardi empfing am 26. Mai 1934 das Sakrament der Priesterweihe.
Am 25. Mai 1956 ernannte ihn Papst Pius XII. zum Titularbischof von Assava und zum Weihbischof in Caracas. Der Apostolische Nuntius in Venezuela, Erzbischof Raffaele Forni, spendete ihm am 15. August desselben Jahres in der Kathedrale von Caracas die Bischofsweihe; Mitkonsekratoren waren der Erzbischof von Caracas, Rafael Ignacio Arias Blanco, und der Bischof von Ciudad Bolívar, Juan José Bernal Ortiz.
Lizardi nahm an der ersten und zweiten Sitzungsperiode des Zweiten Vatikanischen Konzils teil.